# Axis & Allies Europe: 1940
Axis & Allies: Europe 1940 is een bordspel uitgebracht in 2010, waarbij de situatie van Europa in de Tweede Wereldoorlog wordt gesimuleerd op militair strategisch niveau.
Axis & Allies: Europe 1940 is onderdeel van de Axis & Allies familie en is een herziende versie van eerdere uitgave, Axis & Allies Europe. De vormgever van het spel is Larry Harris en het wordt gepubliceerd door Avalon Hill, een onderdeel van Wizards of the Coast, een dochteronderneming van Hasbro.